# Felix Milkert
Felix Milkert (* 14. Januar 1894 in Gatow im Landkreis Osthavelland (heute Berlin-Spandau); † 17. Januar 1919 im Tegeler Forst) war ein deutscher Kommunist und zur Gründung der Kommunistischen Partei Deutschlands Vorsitzender des Ortsverbandes Spandau.

## Leben
Felix Milkert wurde am 14. Januar 1894 in Gatow im Landkreis Osthavelland als Sohn eines Stellmachers geboren. Beruflich war er als Vorarbeiter tätig. Politisch engagierte er sich zunächst in der SPD, bevor er 1917 zur Unabhängigen Sozialdemokratischen Partei Deutschlands (USPD) wechselte. Als Vertreter des linken Flügels seiner Partei spielte Milkert eine entscheidende Rolle in der Politik der USPD-Ortsgruppe Spandau.
Während der Novemberrevolution übernahm Milkert als Vorsitzender der USPD im Spandauer Arbeiter- und Soldatenrat eine führende Position. Zudem war er an der Gründung eines sogenannten „Revolutionären Sicherheitsausschusses“ beteiligt. Ende 1918 nahm er als Delegierter am Gründungsparteitag der Kommunistischen Partei Deutschlands (KPD) teil. Auf seine Initiative hin stimmten am 31. Dezember 1918 die Mitglieder der USPD-Ortsgruppe Spandau mit einer Mehrheit von 400 gegen fünf Stimmen für den Beitritt zur KPD. Anschließend wurde Milkert zum Vorsitzenden der KPD in Spandau gewählt.
Am 7. Januar 1919 beteiligte sich Milkert gemeinsam mit anderen Kommunisten aus Spandau an der Besetzung des Rathauses. Nachdem regierungstreue Truppen das Gebäude am 10. Januar 1919 zurückeroberten, wurde Milkert festgenommen. Wenige Tage später, am 17. Januar 1919, kam er beim Transport von Spandau nach Tegel am Schifffahrtskanal im Tegeler Forst unter ungeklärten Umständen ums Leben. Offiziell wurde angegeben, Milkert sei „auf der Flucht“ erschossen worden.